# ジオン公国
ジオン公国（ジオンこうこく、Principality of Zeon）は、宇宙世紀を舞台とする『ガンダムシリーズ』に登場する架空の国家である。ジオン共和国（初代）の後身。『機動戦士ガンダム』では、主人公アムロ・レイが所属する地球連邦軍に敵対する勢力として登場する。

## 概要

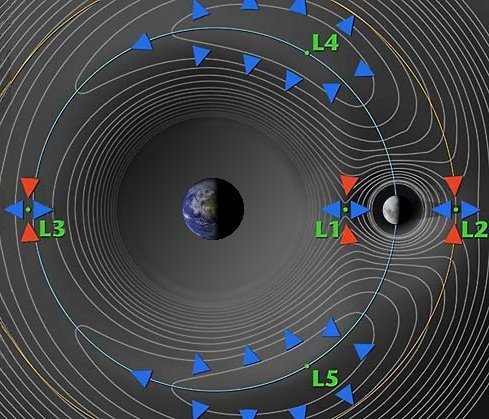
地球と月のラグランジュ点。地球-月系ラグランジュ点のうちL_{2}点（直線解）付近に位置するサイド3に建国された

地球周回軌道上で地球からは最も遠い月の裏側、地球-月系ラグランジュ点のうちL2点（直線解）付近に位置するサイド3に建国されたスペースコロニー国家。首都はズム・シティ。ジオニズムを国是と称するが、国政を掌握するザビ家の解釈によるジオニズムは「人の革新」を「選民」としている。形式的には国家元首は公王のデギン・ソド・ザビで、ダルシア・バハロ首相が政府の首班である。しかし、実質的には公王の子息のギレン・ザビが総帥として国政の実権を掌握している。
総人口は1億5,000万で、100億を超える地球圏の総人口の大半が地球連邦に帰属する中では（月面都市群やサイド6等の中立地域の存在を考慮しても）圧倒的に不利な状況にあり、国力も「地球連邦の30分の1以下」であるとされる。しかし優秀な将兵や優れた軍事技術を保有しており、特にミノフスキー物理学時代の申し子であるモビルスーツを連邦に先駆けて実用化したことにより、公国軍は極めて精強で一時は連邦を圧倒する活躍を見せた。
主な産業は製造業で地球連邦向けの輸出で潤う一方、資源は不足しており資源開発に多大な投資を行ってきた。宇宙世紀0034年には資源枯渇による急激なインフレが発生し、翌0035年には通貨危機が発生。0042年には工業生産力がピーク時から4割低下し、混乱した国民が強い指導者を求めた結果ザビ家の独裁政治を許す布石となった。その後、奇跡的に経済は持ち直すが国民の資源枯渇に対する恐怖は、資源を多く持つ地球との対立へと国を導く。

## ジオン公国の歴史

### ジオン共和国の成立
宇宙世紀0050年代、宇宙移民者（スペースノイド）たちの間に、被抑圧者階級としての自覚が高まってきていた。新たなフロンティア開拓の美名のもと、人々（＝労働者）は宇宙で暮らし始めたが、“地球環境保全のため人類の生活圏を宇宙にシフトさせる”という理念は結果的に破られた。第1期移民が完了した時点で、移民はストップしてしまう。地球連邦の利権に群る政治家・官僚や富裕層は、宇宙より生活環境の安定している地球に居残り続けたのである。これは、先行して地球に別れを告げた移民者たち＝スペースノイドにとって裏切り行為にほかならなかった。さらに連邦政府は各コロニー・サイドを「植民地」扱いし、コロニー公社などの特殊法人を通じてありとあらゆる重税を課すなどの多くの搾取を行うようになった。
このような状況の中、地球を自然のままそっとしておくべきとする「地球聖地論（エレズム）」と、宇宙生活で独特の視野を得た宇宙生活者の自治権確立をうたう「コントリズム」を融合した思想（後の「ジオニズム」）を唱えて、ジオン・ズム・ダイクンがサイド3にて政治活動を始める。やがてその運動はサイド3全域に広がり、宇宙世紀0058年に単独での自給自足が可能となった時点でジオン共和国の成立が宣言され、同時にジオン国防隊（国軍の前身）を設立させた。ダイクンは連邦政府との自治権をめぐる問題は、武力による実力行使ではなく、あくまで平和的に対話で解決しようとしていたと言われるが、実態は不明。宇宙世紀0059年、地球連邦政府はジオン共和国に経済制裁を実施し、両者の対立は深まっていった。
安彦良和による漫画・アニメ『機動戦士ガンダム THE ORIGIN』では、当初の国名はムンゾ自治共和国 (Republic of Munzo) とされ、ダイクン死去後の0071年にジオン自治共和国 (Republic of Zeon)と変更したとされる。

### ザビ家の独裁の始まり
宇宙世紀0068年、ジオン・ダイクンが死去。ダイクンの死後、共和国は彼の側近であったデギン・ソド・ザビが引き継ぐことになった。デギンはそれまでのダイクンのやり方を一変させ、連邦との実力行使も辞さない独立を目指すべくダイクン派を一掃し、ザビ家による独裁体制を敷き、共和制から君主制に移行して自らは「公王」に即位した。ジンバ・ラルは、ダイクンの遺児キャスバル（シャア）とアルテイシア（セイラ・マス）を連れて地球へ脱出した。
デギンは革命の英雄ジオン・ズム・ダイクンの思想を継いだ正統な後継者であることを対外的に宣伝するため、国号自体は変えずにジオン公国とした。デギンの長男ギレン・ザビはダイクンの思想を先鋭化させ、地球連邦政府に対する開戦準備を着々と進めていくこととなる。さらに、デギンはダイクンの正当な後継者であると周囲に印象付けるために、首都の名前を、ダイクンのミドルネームから取ってズム・シティとした。
『THE ORIGIN』では、公国制移行および連邦からの独立宣言は0078年10月24日とされる（具体的な日付はアニメ版より）。
国号について
当該公国につけられた「ジオン」の国号については、映画『機動戦士ガンダムIII めぐりあい宇宙編』でのシャア・アズナブルのセリフによれば、ザビ家によるジオン暗殺の嫌疑をそらすためデギン・ザビが「ジオンの名を使った」とされており、「ジオン共和国」は公王の死と公国敗戦による制度移行の結果生じたものである。よって、デギンが実権を握る前は国号としての「ジオン」は存在しておらず、1984年発行の『講談社ポケット百科シリーズ・機動戦士ガンダム モビルスーツバリエーション（1）ザク編』（以下『MSV（1）』）によれば、宇宙世紀0058年にジオン＝ズム=ダイクンの宣言により樹立した「サイド3共和国」が「ジオン公国」の前身であるとされている。
また、公国制を採る前の僅かな時期について「ジオン共和国」という記述があるが、具体的にいつその名に移行したのかは明言せぬ表現に留められている。しかし、同書は印刷原板が処分されて入手困難となり、2006年に原本複写による復刻がなされるまで、その内容は長らく失伝していたとみられる。その間、「ジオン共和国」こそが一貫した「ジオン公国」の前身であるとする設定が新たに創作され、『めぐりあい宇宙』や『MSV（1）』等とやや矛盾する形で競合することとなった。本節先述の「ジオン共和国の成立が宣言され」及び「国号自体は変えずにジオン公国とした」はこれに基づくものである。
『機動戦士ガンダムMS大図鑑PART.1』(バンダイ・1989）では、「0058年の独立宣言」では国号について触れずに『MSV（1）』の記述に準拠したうえで、同『MSV（1）』においてデギン・ザビが「国防隊」を「国軍」に昇格させた0062年が「公国」制に移行し「ジオン公国」が成立した年であるとして、新旧設定の整合を試みている。また、学研『機動戦士ガンダム 一年戦争全史（上）』（2007）では、「ジオン・ダイクンがサイド3の独立を宣言した0058年」という『MSV（1）』由来の記述をしながらも、具体的な共和国号を明らかにせずに「サイド3の共和国」とぼかし、0069年に「ジオン公国」が誕生したとしている。

### 一年戦争開戦 そして敗北
宇宙世紀0079年1月3日、ジオン公国は地球連邦政府に対して、完全な独立を求めて宣戦布告。のちに一年戦争と呼ばれることになるこの戦いの初期、ジオン公国軍はザクIIなどのモビルスーツを中心とした戦力や「コロニー落とし」の戦術でモビルスーツを持たない連邦軍を圧倒し、サイド1・サイド2・サイド4・サイド5の各スペースコロニーを壊滅させ、本来同胞たるはずのコロニー住民を、武装・非武装問わず虐殺するに至り、一説に地球圏の総人口の半数を死滅させたと言われる。
これほど大規模な虐殺を行ったのは、宇宙世紀の世界観では前にも後にもジオン公国のみである。またコロニー落下の影響により、地球環境は甚大なダメージを被った。核兵器の使用禁止などを盛り込んだ南極条約の締結後は、戦線は膠着するもすみやかに地球に侵攻、鉱物資源の確保等、戦争の長期化に備えた。
しかし、連邦軍もV作戦を発動して独自にモビルスーツを開発。同時に宇宙艦艇の再建等で戦力を増強した連邦軍に徐々に押され、最終的にはジオン本土（サイド3）に対する最終防衛ラインであるソロモンとア・バオア・クーを失陥した。また、ザビ家一族も不和・内紛からまだ幼いドズル・ザビの娘ミネバ・ラオ・ザビ一人を残して全員が死亡してしまった。
議会によって共和国に衣替えしたジオン共和国は、宇宙世紀0079年12月31日18:00、サイド6を通じて連邦政府に休戦を申し入れ、連邦政府は即座にこれを受諾。宇宙世紀0080年1月1日、月のグラナダにて地球連邦政府と終戦協定を結び、同年2月18日終戦条約（グラナダ条約）を締結した。

### 終戦後
ジオン共和国の投降勧告に従わなかったジオン公国軍残存勢力は、地上においてはアフリカ、宇宙においては暗礁宙域やアクシズなどの小惑星群などへ撤退し、再起へ向けて地下勢力化していく。宇宙世紀0083年にはこうした勢力の一つデラーズ・フリートが反乱を起こし、ジオン残党の存在をアピールした。
アクシズでは、ザビ家の遺児であるミネバ・ラオ・ザビの存在からジオン公王家が保護されていたとなっている。侵攻してきた連邦軍を撃退し独立を守ったことから、アクシズ政府内部では、自身を「ジオン公国」と捉える意識が強い。本国であるジオン共和国についても、事実上連邦の植民地とみなしていた。
一年戦争後からサイド3で存続していたジオン共和国は、グリプス戦役（『機動戦士Ζガンダム』の作中）においてはティターンズに協力させられていたが、第一次ネオ・ジオン抗争（『機動戦士ガンダムΖΖ』の作中）ではネオ・ジオン（アクシズ）に吸収されてしまう。そして、それまで形式的な自治を認められていたものの、宇宙世紀0093年の第二次ネオ・ジオン抗争を経て、0100年に自治権を放棄。正式に地球連邦政府の傘下となる（『機動戦士ガンダムUC』では0096年の段階でジオン共和国の自治権返上が決定している）。
また、地球に潜伏するジオン兵の中では長きにわたる潜伏とデラーズ・フリートやアクシズの度重なる決起の失敗に加え、ハマーン・カーンやシャア・アズナブルといったカリスマが姿を消してしまったためにジオンの求心力と独立の機運が衰え、スペースノイドの自治が連邦に一矢報いるという手段と目的の混在にまで至っている。

### 『機動戦士Gundam GQuuuuuuX』での一年戦争勝利、そして終戦後
『機動戦士Gundam GQuuuuuuX』では、シャアの咄嗟の判断でガンダムの鹵獲に成功。以降、ガンダムの解析を進め、ジオンのモビルスーツ開発は劇的に進化、発展を遂げていく。一方の連邦軍は、V作戦のコアデータを喪失したことで、独自のモビルスーツ開発に大きな遅れが生じた。
連邦軍の物量作戦を前にオデッサと北米、ジャブローからは撤退したが、ルナツー攻略に成功。ルナツーを喪失した連邦軍司令部は、ジオンに停戦交渉を打診。宇宙世紀0080年1月3日、連邦軍の宇宙からの完全撤退で一年戦争は終結する。
一年戦争に勝利したジオンは、連邦の本国とも言うべき地球上に幾つかの地政学的（経済的、軍事的、資源的）要所を押さえ、その護衛を理由にジオン軍の駐留基地や工廠が半ば強引に設営されている。宇宙では、全ての権益を独占する。但し、戦後に独立した各サイドの戦後復興や安全保障、地球環境を修復するという名目で進めているとある計画への出費が大きく、財政状況は厳しい模様。各サイドとは地位協定を締結、一年戦争末期に行方不明になった赤いガンダム捜索の優先権を各サイドに認めさせている。

## 公国軍の編成
総司令官は総帥でもあるギレン・ザビ。ミノフスキー粒子による有視界戦闘に対応し、多数のモビルスーツを搭載できる艦艇を中心とした部隊編成で、開戦当初は古い戦術のままであった連邦軍を圧倒した。『機動戦士ガンダム』の段階では、ドズルの宇宙攻撃軍、キシリアの突撃機動軍、ガルマの地球方面軍といった設定しかなかったが、後に制作されたOVA『機動戦士ガンダム0083 STARDUST MEMORY』や『機動戦士ガンダム MS IGLOO』シリーズで描写されることで、組織が増えていった。
総帥府
ギレン・ザビ麾下。通称「ペーネミュンデ機関」。プロパガンダ放送を制作・放送するが、それはこの機関の活動の一つにすぎない。ここに所属する将校はコロニー落とし（ブリティッシュ作戦）やソーラ・レイを作戦実行前に熟知しているなど、情報に対するアクセス権が高い。さらに特権があたえられており、通常部隊では二階級上の待遇をうける。たとえばモニク・キャディラック特務大尉が技術試験隊に出向すると、二階級上の中佐待遇となる。彼らは各地の部隊に管理官として派遣され、作戦指導を行った。なお、キャディラック特務大尉はセシリア・アイリーンと同型の赤い制服を着用し、階級章とベルトバックルは親衛隊用のものだった。総帥府と親衛隊の関係は劇中で描かれていない。なお一部で誤解があるが、ジオン公国総帥府付要員ではこのように特務=二階級上の階級が成り立つが他の軍隊でもそうなるとは限らない。旧日本海軍のように兵学校出身ではない下士官兵出身の士官という意味での特務士官呼称も存在する。
ジオン公国軍総司令部
宇宙攻撃軍、突撃機動軍（地球制圧軍を含む）、技術本部を統括する。艦隊司令部が存在し、緊急時には多方面の部隊を指揮することができる。
宇宙攻撃軍
ドズル・ザビ麾下。公国軍の中では最大規模を誇る。主な拠点は宇宙要塞ソロモン。主な将校はランバ・ラル、ラコック、コンスコン、シン・マツナガ、アナベル・ガトー、ヘルベルト・フォン・カスペン、左遷される以前のシャア・アズナブルなど。ソロモン攻防戦で事実上壊滅した。
突撃機動軍
キシリア・ザビ麾下。宇宙では宇宙機動軍として呼ばれている。ニュータイプ研究など特殊な活動も行う。主な拠点は月面都市グラナダ。主な将校はマ・クベ、黒い三連星、アサクラ、フラナガン、バロム、デラミン、シーマ・ガラハウ、ジョニー・ライデン、フレデリック・ブラウン、エグザべ・オリベ、ニャアン、軍籍回復後のシャアなど。特殊部隊も多く、フラナガン機関、闇夜のフェンリル隊、海兵隊（シーマ艦隊）、マッドアングラー隊、サイクロプス隊、マルコシアス隊、ノイジー・フェアリー隊、シャリア・ブルの特殊部隊の存在が確認されている。
地球方面軍
突撃機動軍の一部。地球攻撃軍という名称もある。指揮権はキシリア・ザビにある。ガルマ・ザビ麾下であるが、その権限は実質上、北米地域等に限られている。広大な地球の制圧を担当しており、潜水艦隊を擁する海軍もこの一部である。また地球方面軍との連絡が途絶した戦争末期にジオンは宇宙軍の兵力を充当できずに学徒動員に踏み切っている。
『機動戦士Gundam GQuuuuuuX』では、戦後も健在であり、アマテ・ユズリハ（マチュ）が発見した「シャロンの薔薇」の引き上げ作業を担当した。
技術本部
ジオン公国軍総司令部直属で、宇宙攻撃軍、突撃機動軍からは独立した組織。アルベルト・シャハト技術少将麾下で、彼のオフィスはサイド3のズム・シティにある。この部隊には技術将校の肩書きを持つ者もいた。試験支援艦ヨーツンヘイムを母艦とする第603技術試験隊やムスペルヘイムを母艦とする第604技術試験隊をはじめ、いくつかの技術部隊があったが、ア・バオア・クーの戦い直前に実戦部隊に組み込まれた。ヨルムンガンドやゼーゴックといった開発元がはっきりしない兵器から、 ツィマット社が開発したヅダのように企業から持ち込まれた兵器のテストも行っている。主な将兵は、マルティン・プロホノウ、オリヴァー・マイ、ヒデト・ワシヤなど。総帥府からキャディラック特務大尉、宇宙攻撃軍からはカスペン大佐、突撃機動軍海兵隊からはヴェルナー・ホルバイン少尉など、多種多様な人材が出向という形で集まっていた。
親衛隊
上記の軍に属さない、ギレン・ザビ直属の護衛部隊。MSVの設定では、親衛隊はキシリア・ザビの直轄であり、ギレンの親衛隊は本国防空隊であることが示されている。なお、漫画『機動戦士ガンダム ギレン暗殺計画』ではこの設定を利用しており、ギレンがキシリアやドズルに所属しない軍を麾下に置いたとしているが、この作品自体は公式設定というわけではない。

### 軍服
ジオン公国軍では、名を上げた者（例えばシャア少佐など）には軍服のカスタマイズや、パーソナルカラーの使用が許された。これは士気高揚とプロパガンダの両方を兼ねており、彼らの活躍と異名は総帥府のプロパガンダ放送を通じて地球圏全域に広く宣伝された。
- 第二種戦闘服は、ジオン公国軍の基本的な制服である[16]。下士官・士官用には、襟に階級を示す紋様が施されている。ヘルメットは前面に庇があり、側面～後部が左右に広がった形状をしている（ドイツ軍ヘルメットにそっくり）。兵科によってバリエーションがあり、またシャアほどではなくても、個人の好みによって細かいカスタマイズが行われていた。例えば第603技術試験隊のクルーが着用する第二種戦闘服は、ポケットの位置と形状が全員違っている[17]。
- 突撃機動軍海兵隊は、第二種戦闘服とは異なる独自の制服を採用していた[18]。シーマ艦隊所属兵の海兵隊軍服は、袖をちぎった仕様が多い。
- ジオン公国軍の佐官級軍服は、地球連邦軍の将校軍服と全く異なり[注釈 12]、個人の好みが全面に出た仕様となっている。シャア・アズナブルの赤い軍服はもちろん、ドズル・ザビ、キシリア・ザビ、マ・クベ、エギーユ・デラーズ、シーマ・ガラハウ、ギニアス・サハリンなど枚挙に暇がない。カスペン大佐のように、独自のコートを着用する将校もいた。
- ジオン公国軍モビルスーツパイロット用のノーマルスーツはM-73とよばれる[19]。ジオン軍軍服の例に洩れず、エース達は普段着用する将校軍服以上にカスタマイズを行った。シャアのピンク、黒い三連星の黒、ガトーやノリス・パッカードの紫などが有名である。スーツにあわせるかの如くヘルメットに対する独自の改造も横行し、トゲ、ツノは定番の改造となった。
- この他にテストパイロット用ノーマルスーツ（第603技術試験隊着用）、ニュータイプ用ノーマルスーツ、ジオン軍一般用ノーマルスーツが存在した。一般用ノーマルスーツは、テレビ版第33話でシムス・アル・バハロフがブラウ・ブロ修理中に着用している。

### 徽章
徽章は所属部隊を表すもので、ジオン公国軍将兵のほぼ全員が着用する。将校は金属製、下士官兵はフェルト製である。将校帽用国家徽章、親衛隊帽章、MSパイロット徽章、MSパイロット帽章、ペーネミュンデ徽章、ジオン海兵隊徽章、宇宙艦艇乗組員徽章、地上部隊用帽章が確認されている。

### 勲章
ジオン公国軍の勲章について初めて言及したのはシャア・アズナブルである。テレビ版第6話にてガルマ・ザビに対し、ホワイトベースを撃破すれば「ジオン十字勲章ものだ」と語った。後に多くの勲章があると設定された。1級ジオン十字章、2級ジオン十字章、ブリティッシュ作戦功労章（人間の右手がコロニーを握っているデザインに「B」の組み合わせ）、ルウム戦役シールド（直立したコロニーと「ROUM」文字の組み合わせ）、第一次降下作戦シールド（地球とHLVの組み合わせ）、宙雷戦功章（剣と大型ミサイルを交差し、その上にジッコが描かれる）、白兵戦功章（ナイフと柄付手榴弾が交差し、その上にジオン公国紋章）、戦傷章（ジオン公国紋章のついたヘルメットが描かれたワッペン）などがある。

## 政体
首相や議会が存在し、一応は野党も存在していることなどから、建前としては立憲君主制・議院内閣制とみられる。ただしダルシア首相は自ら「傀儡に過ぎない」と言っており、また議会もギレンの影響下にある。実質はザビ家の独裁政治であった。作中のデギンとギレンの会話より、このような独裁体制の導入はギレンの主導によるものとみられる。
元首は「公王」であるが、これは2種類の君主号である「公」と「王」を合成した本作品オリジナルの造語であり、本来どの言語にも見られない言葉である。「公国（Principality）」とは「皇帝（Emperor）」を君主とする「帝国（Empire）」、「国王（King）」を君主とする「王国（Kingdom）」に対して、「Prince（大公、公爵など）」を君主として戴く国家のことである。実在の公国としてはモナコ公国などがある。「公国」の項も参照。

## 公国軍関係者の行方
一年戦争後、公国軍のエースだったシャア・アズナブルは、一時はミネバ・ラオ・ザビを守るためにアクシズに公国軍残党勢力を連れて後退したが、ハマーン・カーン達ミネバの侍女連中による謀反騒動に嫌気が差して離脱した。
その後、地球連邦軍の准将「ブレックス・フォーラ」を中心とした反地球連邦政府組織『エゥーゴ』の立ち上げに従事し、組織内にはシャアだけでなく元ジオン公国兵も少なからず存在した。
宇宙世紀0200年頃には、宇宙移民者独立運動のリーダーとして伝説となったシャアの思想に共鳴した人間達が作り上げた組織『ズィー・ジオン・オーガニゼーション』が登場する。その組織はジオン公国とは関係がないのだが、構成員の中にはジオン公国の信奉者も存在した。

## ジオン公国軍の派生集団
一年戦争終戦後も、ジオン公国の名を標榜する残党組織は多数登場している。彼等はジオン共和国には加わらず、独自に反地球連邦政府活動を行っていた。
その闘争は、宇宙世紀0083年、宇宙世紀0087～0089年、宇宙世紀0093年、宇宙世紀0096～0097年と散発的に続いた。
最終的に宇宙世紀0120年から宇宙世紀0122年にかけての火星独立ジオン軍の武装闘争とその壊滅（オールズモビル戦役）で終結する。
- アクシズ
- デラーズ・フリート
- ネオ・ジオン
  - 新生ネオ・ジオン
  - 袖付き
- 火星独立ジオン軍（ジオンマーズ）

『機動戦士Gundam GQuuuuuuX』では、ジオン公国が一年戦争の戦勝国として存続しており、上記のような残党組織は存在しない。
突撃機動軍を中心としたキシリアを支持する勢力と、親衛隊を中心としたギレンを支持する勢力が、それぞれ軍閥を形成しており、両勢力の絶妙な均衡の上にジオン公国や各サイド、地球圏の平和は保たれている。

## ジオン訛り
『機動戦士ガンダム』作中で「ジオン訛り」という単語が現れる。テレビ版第28話でホワイトベースに潜入したフラナガン・ブーンが、同時に潜入したキャリオカに言うセリフであり、「訛りがひどいため喋るな」と作中で指摘している。
この設定は後に『機動戦士ガンダム0080 ポケットの中の戦争』第4話においてバーナード・ワイズマンが連邦軍基地に潜入した際にも用いられ、訛りと会話内容の間違いからジオン兵であることが判明してしまう。このシーンではバーナードのジオン訛りがオーストラリア訛りと勘違いされていた。『機動戦士ガンダム0083 STARDUST MEMORY』第3話においても、ガトーがジオン残党軍のユーコン級潜水艦に乗り込んだ時に、「久しぶりにジオン訛りを聴いた」と懐かしむシーンがある。
また、OVA『機動戦士ガンダム MS IGLOO -1年戦争秘録-』第2話では、鹵獲した陸戦型ザクIIに搭乗してジオン兵を装った連邦軍特殊部隊セモベンテ隊のフェデリコ・ツァリアーノ中佐の声に、ジオンの警備兵が「ひどい訛り」と指摘している。もちろんジオン兵を装うための偽装であると思われる。
ただ、いずれの作品においても、劇中での会話は全て日本語であり、視聴者が耳で聞いて特徴的な訛りを理解できるような演出はなされておらず、またジオン訛り自体についての公式設定も存在しない。唯一の例として、OVA『MS IGLOO』の没案、および同作漫画版において地球連邦軍量産型モビルスーツの名前「ジム」（GM）の発音は、ジオン読みでは「ゲム」であるとされており、あたかもジオン訛り≒ドイツ語であるかのように設定されている。また、同作漫画版には連邦からジオンに亡命した際にドイツ語風に改姓した登場人物もいる。
近年の映像作品では、ドイツ語風の名前を持つ将兵や、ドイツの都市や北欧神話を艦名の由来に持つ艦船が多数登場している。
なお、『ポケットの中の戦争』北米版ではケンプファーのパイロットであるミハイル・カミンスキーがロシア語訛りの英語で話すという演出がなされているが、ジオン訛りとは関係ないようである。